# Premio Internacional de Poesía Claudio Rodríguez
El Premio Internacional de Poesía Claudio Rodríguez es un galardón bienal para libros de poesía escritos en español, convocado por el Instituto de Estudios Zamoranos Florián de Ocampo en honor al poeta que le da nombre; su primera edición tuvo lugar en 1996. Su cuantía actual es de 7.000 €.
El Premio Claudio Rodríguez tiene como antecedente el Certamen Florián de Ocampo.

## Certamen Literario Florián de Ocampo
El IEZ Florián de Ocampo ya había convocado entre 1985 y 1993 cuatro ediciones del Certamen Literario Florián de Ocampo, que en la primera ocasión fue de ámbito provincial y en las restantes nacional. El premio se convocó en 1985, 1987, 1989 y 1993 y en cada edición se otorgaban un premio y dos accésits, que publicaba la propia institución convocante.
La relación de autores y libros premiados es la siguiente:
I edición (1985)
- Premio: Daniel Pérez Fernández, El filo de los salmos,[4] Zamora: Instituto de Estudios Zamoranos Florián de Ocampo, 1986.[5]
- I accésit: José Antonio Crespo Corrales, Espejo inhabitable,[4][6] Zamora: Instituto de Estudios Zamoranos Florián de Ocampo, 1986.[5]
- II accésit: Juan Villacorta, Una vieja liturgia tras las murallas,[4] Zamora: Instituto de Estudios Zamoranos Florián de Ocampo, 1986.[5]

II edición (1987)
- Premio: Diego Antonio Nieto, Desde el alba,[7][8] Zamora: Instituto de Estudios Zamoranos Florián de Ocampo, 1988.[9]
- I accésit: José María Gómez Gómez, La máscara de oro,[7] Zamora: Instituto de Estudios Zamoranos Florián de Ocampo, 1988.[9]
- II accésit: Alfonso López Gradolí, Borradores para preparar un libro de poemas (no se publicó por decisión del autor).[7][9]

III edición (1989)
- Premio: Francisco Serradilla, Escrito en una roca,[10] Zamora: Instituto de Estudios Zamoranos Florián de Ocampo, 1990.[11]
- I accésit: Antonio Zambrano, Los lutos (no se publicó).[10][11]
- II accésit: José González Torices, Amor poniente, zamorano amor,[10] Zamora: Instituto de Estudios Zamoranos Florián de Ocampo, 1990.[11]

IV edición (1993)
- Premio: Miguel López Crespí, La tierra inexistente,[12] Zamora: Instituto de Estudios Zamoranos Florián de Ocampo, 1994.[13]
- I accésit: Manuel Terrín Benavides, El rumor de la otra orilla,[12] Zamora: Instituto de Estudios Zamoranos Florián de Ocampo, 1994.[13]
- II accésit: Luis Javier de Prada Vicente, Máscaras en movimiento sísmico ascendente según la danza macabra o poema sinfónico de Saint Saens,[12] Zamora: Instituto de Estudios Zamoranos Florián de Ocampo, 1994.[13]

## Premio Internacional de Poesía Claudio Rodríguez
El IEZ Florián de Ocampo, mediante acuerdo con el poeta, decidió en 1993 revisar la denominación y el alcance del galardón, pasando a convocarse en adelante como Premio Internacional de Poesía Claudio Rodríguez.
El número de poemarios presentados al certamen ha superado en alguna de sus ediciones las 400 candidaturas, procedentes de prácticamente todo el ámbito hispánico.
En sus primeros años, la propia institución se encargaba de publicar las obras ganadoras, pero a partir de 2004 llegó a un acuerdo con la Ediciones Hiperión para su publicación. A partir de 2025 tomará el relevo la Editorial Visor.
Los ganadores de las sucesivas convocatorias son los siguientes:
- I edición (1996)

Miguel Florián, Los días y los pájaros, Zamora: Instituto de Estudios Zamoranos Florián de Ocampo, 1996.
- II edición (1998)

Ángel Rojo Fernández, Turienzo, Zamora: Instituto de Estudios Zamoranos Florián de Ocampo, 1999.
- III edición (2000)

Joaquín Ortega Parra, El tiempo compartido, Zamora: Instituto de Estudios Zamoranos Florián de Ocampo, 2001.
- IV edición (2002)

José Antonio Ramírez Lozano, Razón de la impostura, Zamora: Instituto de Estudios Zamoranos Florián de Ocampo, 2003.
- V edición (2004)

Almudena Guzmán, El príncipe rojo, Madrid: Hiperión, 2005.
- VI edición (2006)

Ignacio Elguero, Materia, Madrid: Hiperión, 2007.
- VII edición (2008)

Ángel Petisme, Cinta transportadora, Madrid: Hiperión, 2009.
- VIII edición (2010)

Javier Asiáin, El triunfo de Galatea, Madrid: Hiperión, 2011.
- IX edición (2012)

Guillermo Molina Morales, Estado de emergencia, Madrid: Hiperión, 2013.
- X edición (2014)

Miguel Sánchez Robles, Las palabras oscuras, Madrid: Hiperión, 2015.
- XI edición (2016)

Valeria Correa Fiz, El invierno a deshoras, Madrid: Hiperión, 2017.
- XII edición (2018)

Rodolfo Häsler, Lengua de lobo, Madrid: Hiperión, 2019.
- XIII edición (2020)

José María Paz Gago, Un mar de nombre impronunciable, Madrid: Hiperión, 2021.
- XIV edición (2022)

Alejandro López Andrada, Va oscureciendo, Madrid: Hiperión, 2023.
- XV edición (2024)

Rolando Kattan, Omisión del ángel, Madrid: Visor, 2025.